# Hummel Fest
Das Hummel Fest war ein internationales Musikfestival von Johann Nepomuk Hummel geschriebener Stücken, welches als Erinnerung an diesen Komponisten auf Initiative der Klavierspielerin Krisztina Gyöpös anlässlich des 240. Jahrestages seiner Geburt gegründet wurde. Im Laufe des Festivals fanden Konzerte und andere Veranstaltungen, z. B. Kurse, Meisterklassen, Ballettvorstellungen, Querschnitt durch Opern und Ausstellungen statt. Diese Veranstaltungen fanden an mit dem Komponisten verbundenen Plätzen in Bratislava, Wien und Weimar statt.
Im Rahmen des Festivals traten angesehene Künstler aus Bratislava, Wien, Weimar, Hamburg, Budapest, Den Haag, Soul, Zürich sowie Studenten und Professoren aus verschiedenen Hochschulen auf. Das Festival begann am 11. August 2018 mit einem Eröffnungskonzert im Primatialpalais in Bratislava, die letzte Veranstaltung in Bratislava fand am 6. November statt. Am 11. September wurde ein Konzert auch in Wien organisiert. Vom 6. bis zum 9. Dezember wurde das Festival mit einer Reihe von Konzerten und Veranstaltungen in Weimar abgeschlossen.